# Diego Morais
Diego Morais Pacheco (* 11. Februar 1983 in Rio de Janeiro) ist ein ehemaliger brasilianischer Fußballspieler. Er spielt als Innenverteidiger und galt als ballsicher sowie als kopfballstark.

## Karriere
Morais spielte bis Dezember 2006 in seiner Heimat Brasilien bei verschiedenen Vereinen in Rio de Janeiro, zuletzt bei Club Villa Rio Esporte in der zweiten brasilianischen Liga. Im Dezember 2006 absolvierte er ein Probetraining bei Hansa Rostock und wurde anschließend bis zum Saisonende ausgeliehen. Zudem wurde eine Kaufoption vereinbart, die der F.C. Hansa am Saisonende zog und Morais somit bis 2010 verpflichtete. Nachdem er in der Rückrunde der Saison 2006/07, in der Morais mit drei Zweitliga-Einsätzen Anteil an Hansas Aufstieg in die Bundesliga hatte, als Diego Morais aufgelaufen war, wurde daraus zur Saison 2007/08 Diego. Mit Rostock stieg er jedoch umgehend wieder in die 2. Bundesliga ab. Bei einem Trainingsspiel der zweiten Mannschaft zog sich Morais im März 2009 einen Kreuzbandriss zu und fällt für mindestens 6 Monate aus. Nachdem Rostock in der Zweitliga-Spielzeit 2008/09 nur knapp den Abstieg in die 3. Liga hatte vermeiden können, wurde Morais trotz fortlaufendem Vertrag ein Vereinswechsel nahegelegt.

## Erfolge
Hansa Rostock
- Aufstieg in die Bundesliga 2007

## Nachweise
1. ↑  fc-hansa.de: Diego Morais Pacheco, der neue Mann in der Hansa-Abwehr. 2. Dezember 2006, abgerufen am 10. Januar 2021.
2. ↑  fc-hansa.de: FC Hansa zieht Option bei Diego Morais Pacheco. 21. Mai 2007, abgerufen am 11. Januar 2021.
3. ↑  FC-Hansa.de: transfermarkt.de vom 21. März 2009: Diego Morais fällt lange aus, abgerufen am 24. September 2009.
4. ↑  FC-Hansa.de: Ostsee-Zeitung vom 28. Mai 2009: Radikal-Umbau bei Hansa: Elf müssen gehen (Memento vom 14. Januar 2010 im Internet Archive)

| Personendaten    | Personendaten                                     |
| ---------------- | ------------------------------------------------- |
| NAME             | Morais, Diego                                     |
| ALTERNATIVNAMEN  | Morais Pacheco, Diego (vollständiger Name); Diego |
| KURZBESCHREIBUNG | brasilianischer Fußballspieler                    |
| GEBURTSDATUM     | 11. Februar 1983                                  |
| GEBURTSORT       | Rio de Janeiro, Brasilien                         |